# Зориковка (Луганская область)
Зориковка (укр. Зориківка) — село в Меловском районе Луганской области Украины, административный центр Зориковского сельского совета.

## История
Слобода Зориковка являлась центром Зориковской волости Старобельского уезда Харьковской губернии Российской империи.
В 1924 году селение вошло в состав Меловского района Ворошиловградской области.
В ходе Великой Отечественной войны с лета 1942 до начала 1943 года находилось под немецкой оккупацией.
В 1968 году численность населения составляла 1014 человек, здесь находилась центральная усадьба колхоза "Дружба" (имевшего 11800 гектаров сельскохозяйственных земель), действовали колхозный кирпичный завод, восьмилетняя школа, больница на 25 коек, библиотека и клуб.
После провозглашения независимости Украины село оказалось на границе с Россией, здесь был оборудован пограничный переход, который находится в зоне ответственности Луганского пограничного отряда Восточного регионального управления ГПСУ.
Население по переписи 2001 года составляло 824 человека.
18 февраля 2015 года по распоряжению Кабинета министров Украины пограничный переход был закрыт.

## Экономика
- элеватор[4].

## Транспорт
Село находится в 20 км от ж.д. станции Зориковка.

## Местный совет
92523, Луганська обл., Міловський р-н, с. Зориківка, вул. Совєтська, 37  (укр.)